# 京元電子
京元電子股份有限公司（King Yuan ELECTRONICS CO., LTD., KYEC）簡稱京元、京元電、京元電子，是臺灣一家半導體封裝測試企業，創立於1987年，主要提供全球半導體產品後段製造之測試及封裝技術及產能服務。

## 企業沿革
- 1987年，京元電子股份有限公司成立[3]。
- 2000年，新竹總部完成。
- 2001年，京元電子於臺灣證券交易所掛牌上市(股票代號：2449)。
- 2004年，成立新加坡分公司。
- 2006年，成立日本分公司。
- 2018年，合併旗下合資東琳精密股份有限公司[4]。
- 2021年，員工成立工會。[5][6]

## 主要廠區
- 新竹廠：新竹市東區公道五路二段81號
- 竹南廠：苗栗縣竹南鎮中華路118號
- 銅鑼廠：苗栗縣銅鑼鄉九湖村銅科北路8號（銅鑼科學園區）[7]

## 爭議
- 苗栗電子廠嚴重特殊傳染性肺炎群聚感染事件

## 外部連結
- 京元電子官網 （页面存档备份，存于）
- 京元電子的Facebook專頁
- YouTube上的京元電子頻道
- 京元留聲機，一同來發聲（京元企業工會）的Facebook專頁